# محمد علي اليعقوبي
محمد علي اليعقوبي لاعب كرة قدم تونسي من مواليد 5 أكتوبر 1990لعب في كل من شبيبة القيروان والنادي الإفريقي والترجي الرياضي التونسيويشغل خطة مدافع محوري. ومحمد علي اليعقوبي لاعب أصيل مدينة القيروان.

## مشواره
أول ظهور لمحمد علي اليعقوبي في البطولة التونسية كان في موسم 2010/2011 مع فريقه الأم الشبيبة الرياضية القيروانية وقد برز معه آنذاك وسجل ثلاث أهداف في ذلك الموسم ضد كل من نادي حمام الأنف وقوافل قفصة والنادي البنزرتي. وقد انتقل محمد علي اليعقوبي إلى النادي الإفريقي في يوليو 2011 بمبلغ 300 ألف دولار بعد منافسة واجهها فريق باب جديد للحصول على توقيع اللاعب قبل الاتفاق النهائي والرسمي بين رئيسي الفريق جمال العتروس وفاتح العلويني. وقد سجل محمد علي اليعقوبي هدفه الأول مع النادي الإفريقي ضد إنتر كلوب الأنغولي في ملعب الأولمبي بالمنزه في إطار دور المجموعات في كأس الاتحاد الإفريقي.

## أبرز إنجازاته
- تحقيق المركز التاسع مع الشبيبة الرياضية القيروانية موسم 2010/2011.
- الوصول إلى نهائي كأس الاتحاد الأفريقي لكرة القدم 2011 مع النادي الإفريقي.

## روابط خارجية
- محمد علي اليعقوبي على موقع اتحاد تركيا (لاعب) (الإنجليزية)
- محمد علي اليعقوبي على موقع قاعدة بيانات كرة القدم.إي يو (الإنجليزية)
- محمد علي اليعقوبي على موقع ناشيونال فوتبول تيمز (الإنجليزية)
- محمد علي اليعقوبي على موقع Soccerway.com (الإنجليزية)
- محمد علي اليعقوبي على موقع عالم كرة القدم.نت (الإنجليزية)
- محمد علي اليعقوبي على موقع كووورة